# Wolfgang Rennert
Wolfgang Rennert (* 1. April 1922 in Köln; † 24. März 2012 in Berlin) war ein deutscher Dirigent.

## Leben
Wolfgang Rennert war der jüngste Sohn des Kreisschulrats Alfred Traugott Rennert (* 1879) und der Adelheid Rennert geb. Nettesheim, der älteste seiner Brüder war der Regisseur Günther Rennert. Wolfgang Rennert absolvierte seine Ausbildung am Mozarteum Salzburg u. a. bei Clemens Krauss. Ab 1947 war er zunächst Korrepetitor am Opernhaus Düsseldorf. 1950 bis 1953 war er Studienleiter und Kapellmeister an der Oper Kiel, bis 1967 Erster Dirigent und stellvertretender Generalmusikdirektor der Oper Frankfurt, danach Chefdirigent des Theaters am Gärtnerplatz in München. In der Spielzeit 1968/69 verpflichtete ihn Intendant Hans Pischner erstmals als Gastdirigenten an die Deutsche Staatsoper in Ost-Berlin, ab 1972 dann mit einem umfangreichen Vertrag als musikalischer Oberspielleiter. Bis Ende der 1970er Jahre arbeitete Rennert dort mit den Regisseuren Ruth Berghaus, Erhard Fischer, Harry Kupfer, Luca Ronconi und dirigierte an der Staatsoper Unter den Linden bis Mitte der 1990er Jahre. Von 1980 bis 1985 war er Generalmusikdirektor und Operndirektor am Nationaltheater Mannheim. Als Spezialist für Richard Strauss, Wolfgang Amadeus Mozart oder Richard Wagner erhielt er immer wieder Engagements aus dem Ausland, u. a. vom Royal Opera House Covent Garden in London, der San Francisco Opera, der Dallas Opera; er dirigierte in den 70er und 80er Jahren viel in Italien, ab 1985 als Erster Gastdirigent in Kopenhagen, in den 90er Jahren in Lissabon. 1991 begann eine fruchtbare musikalische Arbeitsphase als ständiger Gastdirigent der Semperoper in Dresden, wo er 2008 zuletzt Mozarts Don Giovanni und Die Zauberflöte dirigierte.

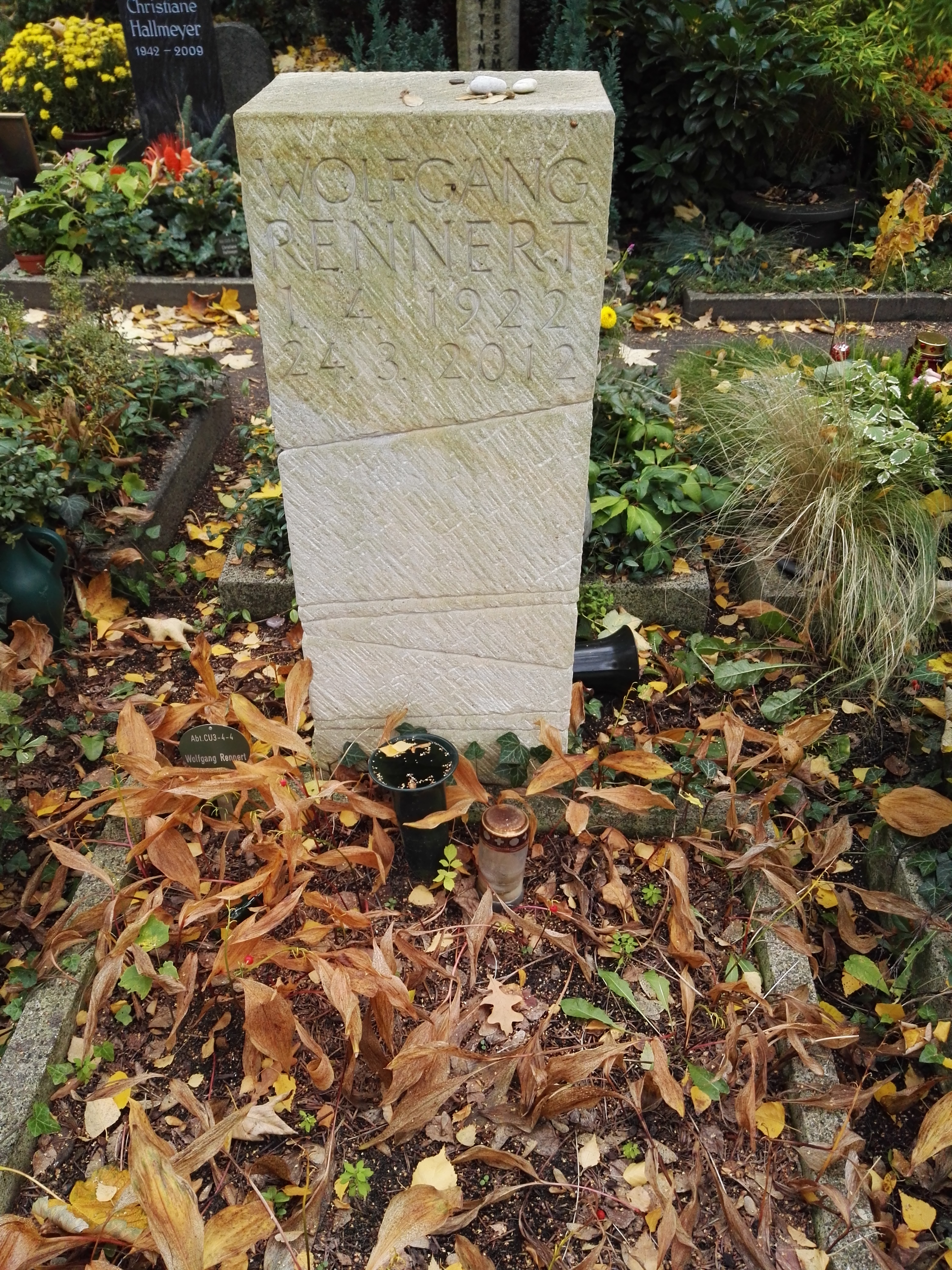
Grabstätte

Rennert war eine Zeit lang mit der Opernsängerin Anny Schlemm verheiratet, mit der er einen Sohn, Uli Rennert, hatte.
Er ist auf dem Friedhof der Dorotheenstädtischen und Friedrichswerderschen Gemeinden in Berlin-Mitte bestattet.